# Marele Ducat de Oldenburg
Marele Ducat de Oldenburg (germană Großherzogtum Oldenburg) a fost Mare Ducat din Confederația Germană, Confederația Germană de Nord și al Imperiului German, care a constat din teritoriile separate:Oldenburg, Eutin și Birkenfeld. A fost clasat pe locul al zecelea în rândul statelor germane și a avut un vot în Bundesrat și trei membri în Reichstag.